# Quảng An (phường)
Quảng An là một phường thuộc quận Tây Hồ, thành phố Hà Nội, Việt Nam.
Phường Quảng An có diện tích 3,46 km², dân số năm 2021 là 10.015 người, mật độ dân số đạt 2.894 người/km².
Phường Quảng An là một trong 8 phường của quận Tây Hồ, Hà Nội, phường do các làng Nghi Tàm, Quảng Bá, Quảng Bình, An Ninh hợp thành.

## Danh lam thắng cảnh
Phường có nhiều điểm danh lam thắng cảnh và chùa chiền nổi tiếng như chùa Kim Liên, chùa Hoằng Ân, Phổ Linh, Phủ Tây Hồ. Nơi đây cũng có nhiều khách sạn, căn hộ cao cấp, nhà nghỉ phục vụ du lịch và cho thuê. Trong đó có nhiều khách sạn 5 sao quốc tế và căn hộ quốc tế như InterContinental Hanoi Westlake, Sheraton Hanoi, Elegant suites, Fraser Suites, Pan Pacific Hanoi Oakwood Residence Hanoi, Somerset west point Hanoi, Pentstudio by Ascott West lake Hanoi, Diamond Westlake suites,... khách sạn Sheraton Hà Nội đã từng đón tiếp phu nhân và tổng thống Mỹ George Bush.
Chợ hoa Quảng An của phường là một trong những chợ hoa lớn của Hà Nội.

## Địa giới hành chính
Phường Quảng An tiếp giáp với các phường Tứ Liên, Yên Phụ, Nhật Tân và Xuân La

## Các đường phố chính
- Đường Âu Cơ
- Đường Xuân Diệu
- Đường Đặng Thai Mai
- Đường Tây Hồ
- Đường Tô Ngọc Vân
- Đường Nghi Tàm
- Phố Quảng An
- Phố Quảng Bá
- Phố Quảng Khánh
- Phố Từ Hoa
- Phố Yên Phụ